# Elezioni politiche a San Marino del 1993
Le elezioni politiche a San Marino del 1993 si tennero il 30 maggio per il rinnovo del Consiglio Grande e Generale.

## Sistema elettorale
Erano elettori tutti i cittadini sammarinesi che avessero compiuto i 18 anni.

## Risultati
| Partito Democratico Cristiano Sammarinese     | 9 010  | 41,37 | 26 |  |  |  |
| Partito Socialista Sammarinese                | 5 167  | 23,73 | 14 |  |  |  |
| Partito Progressista Democratico Sammarinese  | 4 046  | 18,58 | 11 |  |  |  |
| Alleanza Popolare dei Democratici Sammarinesi | 1 676  | 7,70  | 4  |  |  |  |
| Movimento Democratico                         | 1 148  | 5,27  | 3  |  |  |  |
| Rifondazione Comunista Sammarinese            | 731    | 3,36  | 2  |  |  |  |
| Totale                                        | 21 778 | 100   | 60 |  |  |  |
|                                               |        |       |    |  |  |  |
| Voti non validi                               | 859    | 3,79  |    |  |  |  |
| Votanti                                       | 22 637 | 80,03 |    |  |  |  |
| Elettori                                      | 28 285 |       |    |  |  |  |